# Lillträsket (Nederkalix socken, Norrbotten, 733071-185245)
Lillträsket är en sjö i Kalix kommun i Norrbotten och ingår i Sangisälvens huvudavrinningsområde. Sjön har en area på 0,776 kvadratkilometer och ligger 19 meter över havet. Sjön avvattnas av vattendraget Sågbäcken.

## Delavrinningsområde
Lillträsket ingår i det delavrinningsområde (732991-185241) som SMHI kallar för Utloppet av Lillträsket. Medelhöjden är 24 meter över havet och ytan är 3 kvadratkilometer. Räknas de 2 avrinningsområdena uppströms in blir den ackumulerade arean 11,34 kvadratkilometer. Sågbäcken som avvattnar avrinningsområdet har biflödesordning 2, vilket innebär att vattnet flödar genom totalt 2 vattendrag innan det når havet efter 13 kilometer. Avrinningsområdet består mestadels av skog (75 procent). Avrinningsområdet har 0,78 kvadratkilometer vattenytor vilket ger det en sjöprocent på 23,6 procent.